# Wybory samorządowe w Polsce w 1934 roku
Wybory samorządowe w 1934 zostały przeprowadzone w maju 1934 w II Rzeczypospolitej.
W dniu 27 maja 1934 odbyły się wybory do rad miejskich 341 miast z 14 polskich województw; głosowanie odbyło się w 254 miastach, zaś w pozostałych 87 głosowanie nie odbyło się wobec zgłoszenia tylko jednej ważnej listy.
W skali kraju wyniki łączne zdobytych mandatów (w liczbie 5786) przedstawiały się następująco:
- Bezpartyjny Blok Współpracy z Rządem – 3298 (57%)
- Listy żydowskie bezpartyjne i ortodoksi – 592
- Syjoniści – 504
- Stronnictwo Narodowe i Chrześcijańska Demokracja – 521
- Polska Partia Socjalistyczna i Bund – 301.